# Parque Nacional do Grand Canyon
Ver também: Grand Canyon
Parque Nacional do Grand Canyon é um dos primeiros parques nacionais dos Estados Unidos e está localizado na região do Grand Canyon, no Arizona.
É considerado uma das sete maravilhas naturais do mundo e um ponto turístico visitado por milhares de turistas anualmente, gerando receita para as cidades e populações ribeirinhas ao desfiladeiro.

## História
O Grand Canyon foi designado oficialmente um parque nacional em 1919, mas o local já era bem conhecido entre os estadunidenses havia mais de trinta anos.
Em 1903, o presidente Theodore Roosevelt visitou o local e disse: "O Grand Canyon me enche com admiração, está além de comparação, além da descrição, absolutamente sem paralelo no vasto mundo ... Deixe este grande maravilha da natureza permanecer como agora é e não faça nada para estragar a sua grandeza, sublimidade e beleza. Você não pode melhorá-la.. . Mas o que você pode fazer é mantê-la para os seus filhos, filhos de seus filhos e todos os que virão depois de você, como a grande visão que cada americano deve ver".